# The Sunset Tapes: A Cool Tape Story
The Sunset Tapes: A Cool Tape Story è il terzo mixtape pubblicato da Jaden Smith e il seguito del primo album Syre. Pubblicato il 17 novembre 2018 tramite MSFTSMusic e Roc Nation, esattamente un anno dopo l'uscita di Syre. L'album si è posizionato al 117º posto nella classifica US Billboard 200.

## Promozione
Nel giorno di debutto, l'album è stato trasmesso su Beats 1.

## Composizione
Non contiene featuring. In seguito all'uscita, sono stati pubblicati i video di Plastic, A Calabasas Freestyle, SOHO.

## Tracce
1. SOHO – 3:28
2. A Calabasas Freestyle – 2:59
3. Play This on a Mountain at Sunset – 5:41
4. Plastic – 2:16
5. Distant – 6:06
6. Better Things – 1:49
7. Yeah Yeah – 2:53
8. SYRE in Abbey Road – 1:44
9. Ten Ten – 1:58
10. FALLEN Part 2 – 4:58
11. Rollin Around – 2:48